# リグーリア州

リグーリア州
Regione Liguria

リグーリア州（リグーリアしゅう、伊: Liguria）は、イタリア共和国北西部の州。州都はジェノヴァ。
リグリア海（地中海の一部）北岸に沿って広がり、西にフランスと接する。リグーリア海岸は南フランスから続く「リヴィエラ（イタリア語で岸の意）」の一部であり、温暖な気候と風光明媚な景観により、国際的な観光地として知られる。

## 名称
標準イタリア語以外の言語では以下のように綴られる。
- リグリア語: Ligûria
- フランス語: Ligurie

イタリア語における形容詞・住民呼称は ligure（リーグレ）。

## 地理

### 位置・広がり

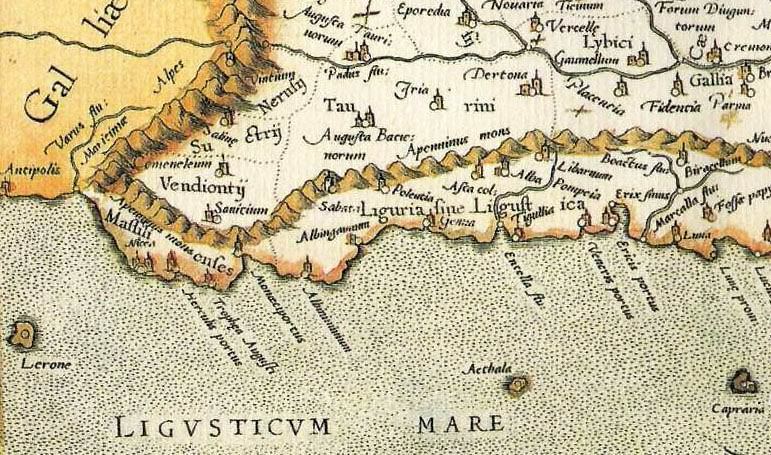
古代リグーリア州

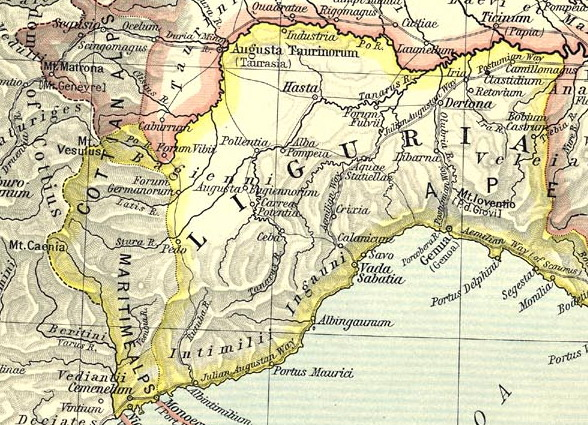
ローマリグーリア州

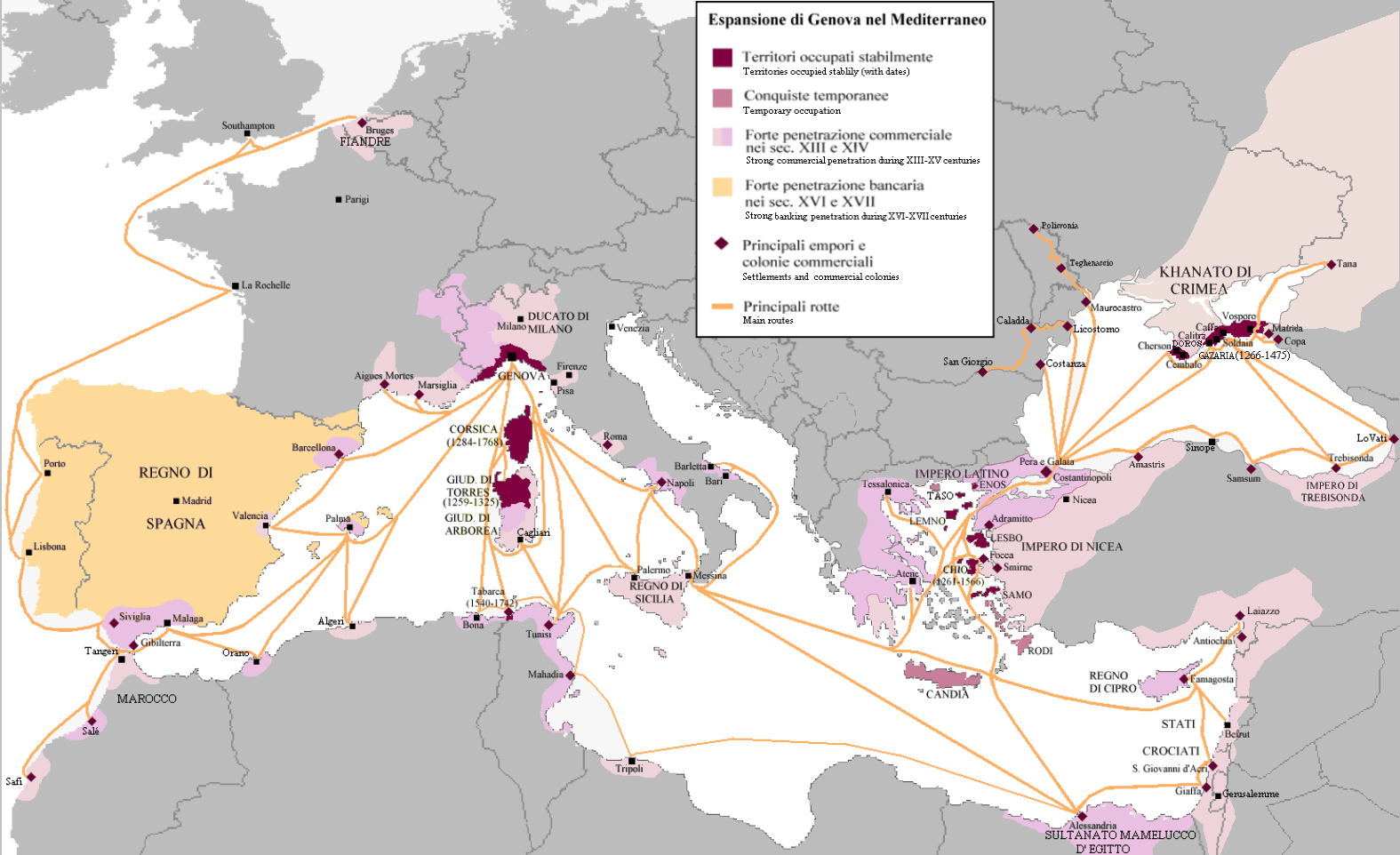
ジェノヴァ共和国.

リグリア海（地中海の一部）北岸に沿って東西に細長く広がる州で、西にフランスと隣接し、またモナコとも近接する。海岸に並行してアルプス山脈の南端であるリグリアアルプスが走り、アペニン山脈へ続く。州都ジェノヴァは、州の中央やや東寄りに位置し、ミラノから南南西へ約120km、トリノから南東へ約124km、ニースから北北東へ約156km、フィレンツェから西北西へ約197km、首都ローマから西北へ約399kmの距離にある。
隣接する州は以下の通り。
- 北 - ピエモンテ州
- 東 - エミリア＝ロマーニャ州
- 南東 - トスカーナ州
- 西 - プロヴァンス＝アルプ＝コート・ダジュール地域圏（フランス）

### 主要な都市
人口3万人以上のコムーネは以下の通り。人口は2023年3月31日現在。
- ジェノヴァ（ジェノヴァ県） - 558,618人
- ラ・スペツィア（ラ・スペツィア県） - 92,119人
- サヴォーナ（サヴォーナ県） - 58,194人
- サンレーモ（インペリア県） - 52,787人
- インペリア（インペリア県） - 42,060人

州都はジェノヴァ。イタリア全国では第6位の人口を持つコムーネであり、人口は50万を超える。
- ジェノヴァ
- ラ・スペツィア
- サヴォーナ
- サンレーモ
- インペリア
- ラパッロ

## 行政区画
リグーリア州は、以下の4県から構成される。

リグーリア州と各県

左端の数字はISTATコード、アルファベット2文字は県名略記号を示す。人口は2023年3月31日現在。面積の単位はkm²。
|     |    | 県名             | 綴り      | 県都           | 面積  | 人口     |
| --- | -- | ---------------- | --------- | -------------- | ----- | -------- |
| 008 | IM | インペリア県     | Imperia   | インペリア     | 1,156 | 208,096  |
| 009 | SV | サヴォーナ県     | Savona    | サヴォーナ     | 1,545 | 266,623  |
| 010 | GE | ジェノヴァ県     | Genova    | ジェノヴァ     | 1,838 | 813,626⁶ |
| 011 | SP | ラ・スペツィア県 | La Spezia | ラ・スペツィア | 881   | 214,279  |

## 文化

### 言語

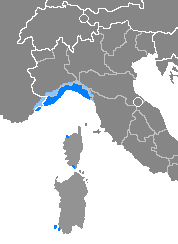
リグリア語の分布

2006年の国立統計研究所（ISTAT）の統計によれば、6歳以上の住民の家庭内での会話における言語状況は以下の通り。イタリア語（Italiano）、地方言語（Dialetto）、他の言語（Altra lingua）についてのデータで、左列が全国平均、右列がリグーリア州の数値である。「イタリア語のみ、あるいは主にイタリア語」を使用する割合は、トスカーナ州（83.9%）に次いで2番目に高い。
| 家庭内の会話における使用言語           | 全国  | 州    |
| -------------------------------------- | ----- | ----- |
| イタリア語のみ、あるいは主にイタリア語 | 45.5% | 68.5% |
| 地方言語のみ、あるいは主に地方言語     | 16.0% | 8.3%  |
| イタリア語と地方言語の双方             | 32.5% | 17.6% |
| 他の言語                               | 5.1%  | 5.2%  |

フランス語が第2公用語とされる場合もある。
地方言語としてはリグリア語（ガロ・イタリア語系）が話されている。

### 食文化
- コルツェッティ

## 観光

### 世界遺産
州には以下のユネスコ世界遺産がある。

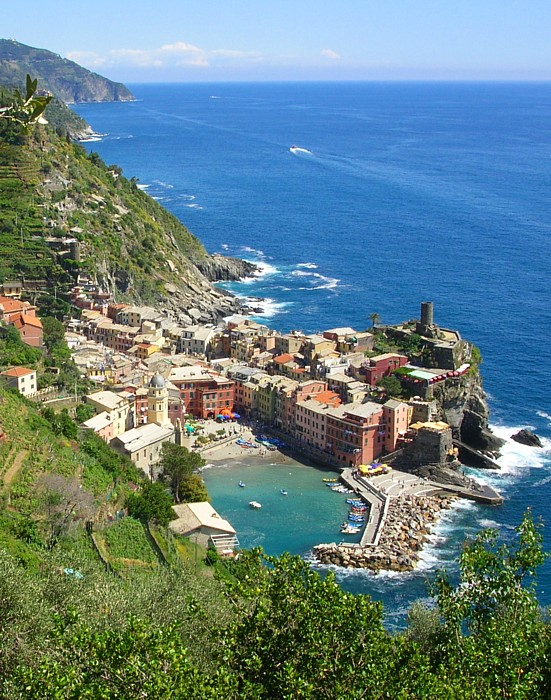
ヴェルナッツァ（チンクエ・テッレ）

- ジェノヴァのレ・ストラーデ・ヌオーヴェとパラッツィ・デイ・ロッリ制度（ジェノヴァ県ジェノヴァ）
- ポルトヴェーネレ、チンクエ・テッレと小島群（パルマリア島、ティーノ島、ティネット島）（ラ・スペツィア県）

## スポーツ

### サッカー
州内に本拠を置くプロサッカークラブとしては以下がある。
- ジェノアCFC （ジェノヴァ県ジェノヴァ） - セリエA優勝9回
- UCサンプドリア （ジェノヴァ県ジェノヴァ） - セリエA優勝1回
- スペツィア・カルチョ （ラ・スペツィア県ラ・スペツィア）
- ヴィルトゥス・エンテッラ （ジェノヴァ県キアーヴァリ）
- サヴォーナFBC（英語版） （サヴォーナ県サヴォーナ）

4部リーグ（アマチュア最上位リーグ）のセリエDでは、ロンバルディア州、ピエモンテ州、ヴァッレ・ダオスタ州のチームとともにジローネAに属する。リグーリア州の地方リーグ（5部リーグ）として、エッチェッレンツァ・リグーリア (it:Eccellenza Liguria) がある。

## 姉妹地域・提携地域
- 青森県 （日本）[4][5]
  - 2002年5月7日 友好協定締結

産業（農業、とくに花卉）や文化芸術・教育等の交流が行われる。